# Premiership 2017-2018 (Irlanda del Nord)
La NIFL Premiership 2017-2018, nota anche come Danske Bank Premiership per motivi di sponsorizzazione, è stata la 117ª edizione della massima serie del campionato nordirlandese di calcio, la quinta dopo il cambio di denominazione. La stagione è iniziata il 12 agosto 2017 e si è conclusa il 12 maggio 2018. Il Linfield era la squadra campione in carica. Il Crusaders ha vinto il torneo per la settima volta nella sua storia.

## Stagione

### Novità
Dalla Premiership 2016-2017 è stato retrocesso il Portadown, mentre dalla Championship è stato promosso il Warrenpoint Town.

### Formula
Le 12 squadre partecipanti si affrontano in un triplo girone di andata-ritorno-andata, per un totale di 33 giornate. Al termine, le squadre sono divise in due gruppi di 6, in base alla classifica; ogni squadra affronta poi per la quarta volta le altre formazioni del proprio gruppo. La squadra campione dell'Irlanda del Nord è ammessa al primo turno di qualificazione della UEFA Champions League 2018-2019. La seconda classificata è ammessa al primo turno di qualificazione della UEFA Europa League 2018-2019. Al termine delle 38 giornate di campionato le squadre classificatesi dal terzo al sesto posto partecipano a dei play-off per un posto al primo turno di qualificazione della UEFA Europa League 2018-2019. Se una delle squadre si è qualificata alla Europa League attraverso la Irish Cup, ai play-off partecipano le restanti quattro squadre. L'undicesima classificata affronta in uno spareggio promozione-retrocessione la seconda classificata della Championship, mentre l'ultima classificata retrocede direttamente in Championship.

## Squadre partecipanti
| Club               | Città          | Stadio                | Stagione precedente            |
| ------------------ | -------------- | --------------------- | ------------------------------ |
| Ards               | Newtownards    | Clandeboye Park       | 8º posto in Premiership        |
| Ballinamallard Utd | Ballinamallard | Ferney Park           | 10º posto in Premiership       |
| Ballymena Utd      | Ballymena      | Ballymena Showgrounds | 4º posto in Premiership        |
| Carrick Rangers    | Carrickfergus  | Taylors Avenue        | 11º posto in Premiership       |
| Cliftonville       | Belfast        | Solitude              | 5º posto in Premiership        |
| Coleraine          | Coleraine      | Coleraine Showgrounds | 3º posto in Premiership        |
| Crusaders          | Belfast        | Seaview               | 2º posto in Premiership        |
| Dungannon Swifts   | Dungannon      | Stangmore Park        | 7º posto in Premiership        |
| Glenavon           | Lurgan         | Mourneview Park       | 6º posto in Premiership        |
| Glentoran          | Belfast        | The Oval              | 9º posto in Premiership        |
| Linfield           | Belfast        | Windsor Park          | Campione dell'Irlanda del Nord |
| Warrenpoint Town   | Warrenpoint    | Milltown              | 1º posto in Championship       |

## Prima Fase

### Classifica finale
|  | Pos. | Squadra            | Pt | G  | V  | N | P  | GF | GS | DR  |
|  | ---- | ------------------ | -- | -- | -- | - | -- | -- | -- | --- |
|  | 1.   | Crusaders          | 82 | 33 | 26 | 4 | 3  | 99 | 34 | +65 |
|  | 2.   | Coleraine          | 80 | 33 | 24 | 8 | 1  | 70 | 27 | +43 |
|  | 3.   | Glenavon           | 63 | 33 | 18 | 9 | 6  | 79 | 47 | +32 |
|  | 4.   | Linfield           | 60 | 33 | 18 | 6 | 9  | 64 | 37 | +27 |
|  | 5.   | Cliftonville       | 58 | 33 | 18 | 4 | 11 | 60 | 38 | +22 |
|  | 6.   | Ballymena Utd      | 47 | 33 | 14 | 5 | 14 | 52 | 57 | -5  |
|  | 7.   | Glentoran          | 45 | 33 | 12 | 9 | 12 | 42 | 43 | -1  |
|  | 8.   | Dungannon Swifts   | 35 | 33 | 10 | 5 | 18 | 28 | 51 | -23 |
|  | 9.   | Ards               | 33 | 33 | 10 | 3 | 20 | 32 | 63 | -31 |
|  | 10.  | Warrenpoint Town   | 27 | 33 | 7  | 6 | 20 | 45 | 73 | -28 |
|  | 11.  | Carrick Rangers    | 17 | 33 | 4  | 5 | 24 | 25 | 70 | -45 |
|  | 12.  | Ballinamallard Utd | 12 | 33 | 2  | 6 | 25 | 28 | 84 | -56 |

Legenda:
      Ammesse alla poule scudetto
      Ammesse alla poule retrocessione
Note:
Tre punti a vittoria, uno a pareggio, zero a sconfitta.

### Risultati

#### Partite (1-22)
|                    | Ard  | Bmd  | Bal  | Car  | Cli  | Col  | Cru  | Dun  | Gln  | Glt  | Lin  | War  |
| ------------------ | ---- | ---- | ---- | ---- | ---- | ---- | ---- | ---- | ---- | ---- | ---- | ---- |
| Ards               | –––– | 2-1  | 1-0  | 1-0  | 0-1  | 0-3  | 2-4  | 0-1  | 0-2  | 0-1  | 0-2  | 2-1  |
| Ballinamallard Utd | 0-2  | –––– | 1-3  | 2-0  | 1-1  | 0-2  | 1-5  | 0-1  | 0-3  | 1-2  | 1-6  | 1-1  |
| Ballymena Utd      | 6-3  | 2-1  | –––– | 3-1  | 1-0  | 0-2  | 1-4  | 2-1  | 1-6  | 1-3  | 2-1  | 3-3  |
| Carrick Rangers    | 0-1  | 2-0  | 1-1  | –––– | 1-2  | 1-3  | 0-3  | 2-1  | 0-2  | 1-1  | 0-1  | 0-2  |
| Cliftonville       | 6-3  | 5-0  | 1-0  | 3-0  | –––– | 1-2  | 1-2  | 2-1  | 1-1  | 1-0  | 3-2  | 2-0  |
| Coleraine          | 4-1  | 2-1  | 1-1  | 3-0  | 2-0  | –––– | 1-1  | 1-0  | 4-2  | 3-0  | 2-1  | 2-1  |
| Crusaders          | 0-0  | 2-0  | 2-1  | 7-1  | 2-0  | 1-2  | –––– | 1-1  | 2-3  | 1-0  | 2-1  | 5-0  |
| Dungannon Swifts   | 0-0  | 2-0  | 2-1  | 4-0  | 0-4  | 1-3  | 0-4  | –––– | 0-3  | 0-2  | 0-4  | 2-1  |
| Glenavon           | 3-0  | 6-2  | 4-0  | 2-0  | 3-1  | 2-2  | 3-4  | 1-1  | –––– | 2-2  | 0-1  | 1-0  |
| Glentoran          | 0-2  | 2-1  | 1-1  | 1-1  | 0-2  | 0-0  | 0-3  | 2-0  | 1-3  | –––– | 2-1  | 2-0  |
| Linfield           | 2-0  | 4-0  | 1-0  | 2-0  | 2-0  | 2-1  | 2-5  | 1-0  | 2-3  | 1-0  | –––– | 3-3  |
| Warrenpoint Town   | 1-0  | 2-1  | 1-3  | 2-2  | 1-3  | 0-2  | 2-3  | 1-2  | 2-3  | 2-3  | 1-4  | –––– |

#### Partite (23-33)
|                    | Ard  | Bmd  | Bal  | Car  | Cli  | Col  | Cru  | Dun  | Gln  | Glt  | Lin  | War  |
| ------------------ | ---- | ---- | ---- | ---- | ---- | ---- | ---- | ---- | ---- | ---- | ---- | ---- |
| Ards               | –––– |      | 1-0  | 0-4  |      | 1-3  |      |      | 1-6  |      | 0-3  |      |
| Ballinamallard Utd | 0-4  | –––– |      |      | 6-4  | 2-5  | 0-3  |      |      | 2-2  | 2-2  |      |
| Ballymena Utd      |      | 2-0  | –––– | 3-0  |      | 0-2  |      |      | 3-1  |      | 2-2  | 1-3  |
| Carrick Rangers    |      | 2-2  |      | –––– | 0-1  |      |      | 1-0  | 1-2  | 1-2  |      | 1-2  |
| Cliftonville       | 3-0  |      | 1-2  |      | –––– | 0-0  | 3-1  | 3-0  |      |      | 1-2  |      |
| Coleraine          |      |      |      | 3-2  |      | –––– | 3-3  |      | 1-1  |      | 2-2  | 1-0  |
| Crusaders          | 1-0  |      | 3-1  | 6-0  |      |      | –––– | 3-0  |      | 4-2  |      |      |
| Dungannon Swifts   | 1-0  | 2-0  | 2-3  |      |      | 0-1  |      | –––– | 3-2  | 0-0  |      |      |
| Glenavon           |      | 0-0  |      |      | 1-1  |      | 1-6  |      | –––– | 2-2  |      | 3-3  |
| Glentoran          | 1-2  |      | 1-2  |      | 1-0  | 0-2  |      |      |      | –––– |      | 5-0  |
| Linfield           |      |      |      | 2-0  |      |      | 1-2  | 0-0  | 0-2  | 1-1  | –––– |      |
| Warrenpoint Town   | 3-3  | 1-0  |      |      | 1-3  |      | 1-4  | 3-0  | 0-1  |      | 1-3  | –––– |

## Poule scudetto
Le squadre mantengono i punti conquistati nella stagione regolare.

### Classifica finale
|  | Pos. | Squadra       | Pt | G  | V  | N  | P  | GF  | GS | DR  |
|  | ---- | ------------- | -- | -- | -- | -- | -- | --- | -- | --- |
|  | 1.   | Crusaders     | 91 | 38 | 28 | 7  | 3  | 106 | 38 | +68 |
|  | 2.   | Coleraine     | 89 | 38 | 26 | 11 | 1  | 76  | 31 | +45 |
|  | 3.   | Glenavon      | 69 | 38 | 19 | 12 | 7  | 85  | 52 | +33 |
|  | 4.   | Linfield      | 67 | 38 | 20 | 7  | 11 | 72  | 45 | +27 |
|  | 5.   | Cliftonville  | 65 | 38 | 20 | 5  | 13 | 68  | 45 | +23 |
|  | 6.   | Ballymena Utd | 48 | 38 | 14 | 6  | 18 | 53  | 65 | -12 |

Legenda:
      Campione dell'Irlanda del Nord e ammessa alla UEFA Champions League 2018-2019
      Ammessa alla UEFA Europa League 2018-2019
 Ammessa ai play-off per la UEFA Europa League 2018-2019
Note:
Tre punti a vittoria, uno a pareggio, zero a sconfitta.

### Risultati
|               | Bal  | Cli  | Col  | Cru  | Gln  | Lin  |
| ------------- | ---- | ---- | ---- | ---- | ---- | ---- |
| Ballymena Utd | –––– | 0-3  |      | 1-2  |      |      |
| Cliftonville  |      | –––– |      |      | 1-3  |      |
| Coleraine     | 1-0  | 2-1  | –––– |      |      |      |
| Crusaders     |      | 1-1  | 1-1  | –––– | 1-1  | 2-0  |
| Glenavon      | 0-0  |      | 0-0  |      | –––– | 2-3  |
| Linfield      | 2-0  | 1-2  | 2-2  |      |      | –––– |

## Poule retrocessione
Le squadre mantengono i punti conquistati nella stagione regolare.

### Classifica finale
|  | Pos. | Squadra            | Pt | G  | V  | N | P  | GF | GS | DR  |
|  | ---- | ------------------ | -- | -- | -- | - | -- | -- | -- | --- |
|  | 7.   | Glentoran          | 51 | 38 | 14 | 9 | 15 | 52 | 52 | 0   |
|  | 8.   | Dungannon Swifts   | 45 | 38 | 13 | 6 | 19 | 42 | 62 | -20 |
|  | 9.   | Ards               | 40 | 38 | 12 | 4 | 22 | 42 | 74 | -32 |
|  | 10.  | Warrenpoint Town   | 30 | 38 | 8  | 6 | 24 | 58 | 86 | -34 |
|  | 11.  | Carrick Rangers    | 23 | 38 | 6  | 5 | 27 | 31 | 78 | -47 |
|  | 12.  | Ballinamallard Utd | 23 | 38 | 5  | 8 | 25 | 38 | 89 | -51 |

Legenda:
 Ammessa ai play-off per la UEFA Europa League 2018-2019
 Ammessa allo spareggio promozione/retrocessione
      Retrocessa in NIFL Championship 2018-2019
Note:
Tre punti a vittoria, uno a pareggio, zero a sconfitta.

### Risultati
|                    | Ard  | Bmd  | Car  | Dun  | Glt  | War  |
| ------------------ | ---- | ---- | ---- | ---- | ---- | ---- |
| Ards               | –––– | 1-1  |      | 3-4  | 1-4  | 4-2  |
| Ballinamallard Utd |      | –––– | 2-1  | 2-2  |      | 2-0  |
| Carrick Rangers    | 0-1  |      | –––– |      |      |      |
| Dungannon Swifts   |      |      | 2-0  | –––– |      | 4-2  |
| Glentoran          |      | 1-3  | 1-2  | 4-2  | –––– |      |
| Warrenpoint Town   |      |      | 2-3  |      | 1-0  | –––– |

## Spareggi

### Spareggi per l'Europa League

#### Semifinali
|              | Risultati |               | Luogo e data                          |
| ------------ | --------- | ------------- | ------------------------------------- |
| Cliftonville | 4 - 0     | Ballymena Utd | Solitude (Belfast), 9 maggio 2018     |
| Linfield     | 3 - 4     | Glentoran     | Windsor Park (Belfast), 9 maggio 2018 |
|              |           |               |                                       |

#### Finale
|              | Risultati |           | Luogo e data                       |
| ------------ | --------- | --------- | ---------------------------------- |
| Cliftonville | 3 - 2     | Glentoran | Solitude (Belfast), 12 maggio 2018 |
|              |           |           |                                    |

### Spareggio promozione/retrocessione
L'undicesima classificata (Carrick Rangers) in Premiership ha sfidato la vincitrice dei play-off della NIFL Championship (Newry City) per un posto in Premiership.
|                 | Risultati |                 | Luogo e data                                     |
| --------------- | --------- | --------------- | ------------------------------------------------ |
| Newry City      | 3 - 2     | Carrick Rangers | The Showgrounds (Newry) , 4 maggio 2018          |
| Carrick Rangers | 1 - 3     | Newry City      | Loughshare Arena (Carrickfergus) , 9 maggio 2018 |
|                 |           |                 |                                                  |